# Ivančići Pokupski
Ivančići Pokupski is een plaats in de gemeente Karlovac in de Kroatische provincie Karlovac. De plaats telt 16 inwoners (2001).